# Parliament (цигарки)
Parliament — американська марка сигарет, яка в даний час належить і виробляється Philip Morris USA у США та Philip Morris International за межами США.

## Історія
Бренд був випущений в 1931 році і відрізняється вбудованими паперовими фільтрами. Спочатку він використовувався як рекламний трюк, коли сигарети не мали фільтрів. Перші комерційні сигаретні фільтри почали використовуватись у 1935 р.
До кінця 1950—х Parliament були упаковані у двошарову «тверду» упаковку. Це упакування продовжувалось під торговою маркою Benson & Hedges після того, як Parliament прийняв звичайну паперову упаковку.
Parliament — одна з небагатьох марок сигарет на основному ринку, яка має вбудований паперовий фільтр. Сигаретні фільтри стали поширеними в більшості сигарет у 1950—х роках. У 1940—х і 1950—х роках марка продавалася завдяки своїм унікальним фільтрам, в рекламі було написано: «Тільки аромат торкається ваших губ» і «Тютюн найкращий на смак, коли фільтр заглиблений». Бренд також стверджував, що вбудований фільтр перешкоджав контакту смоли з ротом курця, на відміну від стандартних фільтрів. Однак це поглиблення також може пояснити популярність сигарети в інший спосіб: рукав був би придатним для нюхання кокаїну.
У Кореї такі марки, як Marlboro, Philip Morris, Dunhill, Parlaments та інші західні сигарети, були продані в 1987 році як відкриття імпорту для підготовки до літніх Олімпійських ігор 1988 року в Сеулі.
Parliament становить 1,9 % продажів сигарет у США, на відміну від Marlboro, який становить 41,1 % від продажу сигарет у США. З 1950—х років сигарета мала репутацію популярної серед заможних курців.
Це 12—й найбільш продаваний міжнародний бренд і 4—й за величиною бренд PMI. У 2016 році обсяг вироблених сигарет Parliament склав 46 мільярдів. Бренд продається у більш ніж 30 країнах.

## Реклама
У телевізійних рекламних роликах, які колись транслювались в Японії, образ Нью—Йорка був сильно висвітлений. З початку і до середини 1980—х років такі речі, як анімація CG, яка була пакетом проектів Parliament, варіювалися від міського пейзажу Нью—Йорка до доріг і мостів тощо. Приблизно з кінця 1980—х аерофотознімки Нью—Йорка за допомогою живої дії перетворився на речі, якими слід користуватися. З моменту входження в 1990—ті, згідно із іміджевою стратегією, яка була ще дорожчою, BGM зменшувала кількість художників AOR, таких як Боббі Колдуелл, чудовими зображеннями. Серед них була версія для самостійного покриття Боббі «Залишись зі мною» для KA, GU, YA (тематична пісня фільму «Бамбукова історія»), яка була запропонована Пітеру Четері. На той час за розповідь відповідав Кьодзо Нагацука.
Актор Чарлі Шин з'явився в рекламі для Parliament в Японії в 1990—х.

## У поп—культурі

### Романи
Parliament з'явилися в романі Джеймса Бонда «Діаманти назавжди» 1956 року. Ян Флемінг спеціально згадує бренд із рядком «Вона (Тіффані Кейс) взяла свій третій Мартіні і подивилася на нього. Потім дуже повільно, у три ковтки, випила його. Поставила склянку і витягла Parliament з пачки, яка лежала біля її тарілки, і нахилилась до полум'я запальнички Бонда».
Parliament також згадувалися в іншому романі Бондіани «Шпигун, який мене любив» 1962 року. Бренд згадується, коли Вів'єн Мішель курить Parliament, влаштовуючись на запланований вечір наодинці. «Потім я витягнув найзручніше крісло з боку прийому, щоб стояти біля радіо, підняв радіо, запалив одну сигарету Parliament з останніх п'яти в моїй пачці, міцно потягнув сигарету та сів у крісло зі своїм напоєм».

### Музика
- Музикант Джордж Клінтон назвав свої групи «The Parliaments» та «Parliament» на честь марки сигарет.
- Пісня Регіни Спектор 2006 року «Той час»
- Гей, пам'ятай той час, коли я курив лише Parliament
- Пісня «Західне узбережжя» 2014 року Лани Дель Рей
- Я бачу, як моя дитина розгойдується, Parliament горить, а руки підняті
- Пісня Ghostemane 2018 «My Heart of Glass»
- З Parliament я сказав, що піду, але не можу
- Пісня Кел Скрубі 2020 «Bad Guy»

### Акторська майстерність / Естрада
Актриса Кейко Аваджі була курцем у Parliament.
У епізоді 31, JTBC, гостьова зірка Джессі сказала, що інша запрошена зірка Seo In Young є курцем Parliament, що, відповідно до останнього, не відповідає дійсності. Виклик назви бренду мав бути підданий цензурі згідно з положеннями Корейської комісії з питань зв'язку, але редакційна команда залишила його без цензури.